# Steve Douglas (éditeur)
Stephen A. Douglas (né le 24 octobre 1907 à Brooklyn et mort en 1967) est un éditeur de bande dessinée américain qui a édité de 1934 à 1955 Famous Funnies, périodique de bande dessinée généralement considéré comme le premier comic book.

## Prix
- 1959 : Prix du comic book de la National Cartoonists Society
- 1964 : Té d'argent